# Tolmatxovo (Novossibirsk)
|  | Per a altres significats, vegeu «Tolmatxovo». |

Tolmatxovo (en rus: Толмачёво) és un poble de l'óblast de Novossibirsk, a Rússia, que en el cens del 2010 tenia 4.608 habitants, pertany al districte de Novossibirsk.